# 月刊4B
月刊4B（げっかんフォービー）は、セブン-イレブンとYahoo! JAPANが発行していたオンラインフリーマガジンである。制作協力に株式会社インフォバーン。

## 概要
2008年3月18日から公開。2011年1月24日にサービス終了。
日ごろ仕事やプライベートなどに忙しく活動している人々に向けたオンラインウェブマガジン。キャッチコピーは「忙しいサラリーマンに情熱と癒しを」。サイト名は、「For（＝4） Busy Person（忙しい人たちへ）」から引用したもので、「Busy（忙しい）」「Business（仕事）」「Break（休憩）」「Bravely（勇敢な）」という4つの「B」のコンセプトも表している。

## 掲載内容
- 特集
- 平和の汁（花くまゆうさく作。4コマ漫画）
- 偉人サラリーマンがゆく！ （山口智司）
- 流行つまみぐい
- できもてファッション指南